# Agritourisme
L'agritourisme ou agrotourisme, parfois assimilé au tourisme agricole ou encore au tourisme à la ferme, est une forme de tourisme dont l'objet est la découverte des savoir-faire agricoles d'un territoire, et par extension des paysages, des pratiques sociales et des spécialités culinaires découlant de l'agriculture. Il s'agit d'une des formes du tourisme rural. Cette activité permet de générer un développement économique plus ou moins marqué pour les territoires et les agriculteurs concernés.
Pour le géographe Roger Béteille, auteur du Que sais-je ? dédié au sujet, l'agritourisme « concerne plus spécifiquement les agriculteurs offrant chambres d'hôtes, gîtes ou cherchant une ressource principale ou d'appoint dans une ferme équestre, dans la création d'un parcours de pêche, d'un parc animalier local, etc. »
Au-delà de l'attrait croissant pour la campagne, marqué par la rurbanisation et le phénomène d'exode urbain, l'activité se développe généralement hors ou autour des circuits touristiques habituels, soutenue par l'existence de labels facilitant l'identification de structures partenaires (en France : Bienvenue à la ferme, Accueil paysan, Charmance, Gîtes de France, Clévacances), l'essor de l'agriculture biologique dans les sociétés urbaines et la démocratisation des approches de la durabilité. Ce constat fait de l'agritourisme une forme de tourisme alternatif.

## Activités

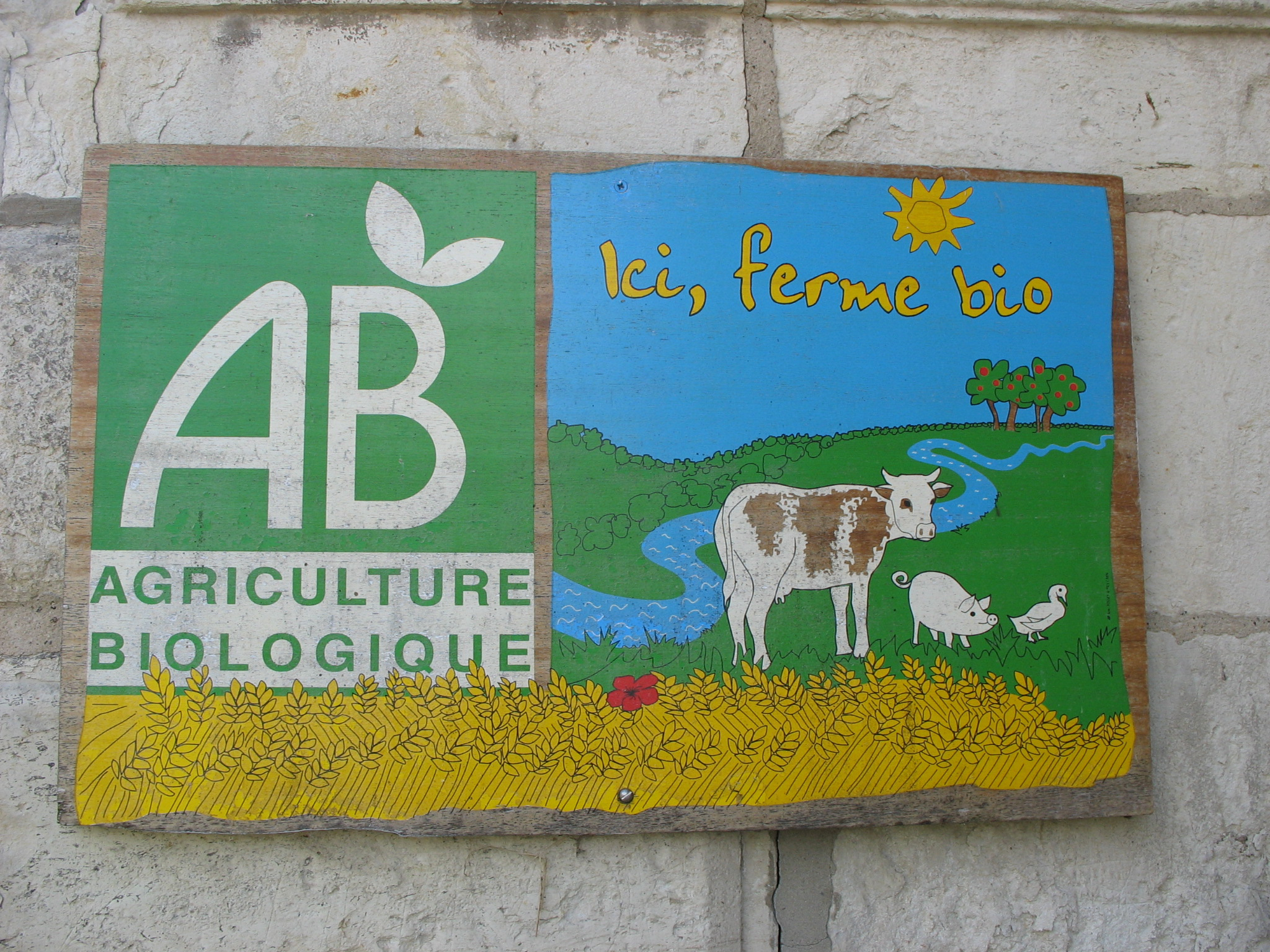
Le réseau français de Bienvenue à la ferme est l'un des promoteurs de l'agritourisme en France.

L'agritourisme en tant qu'activité touristique regroupe des services d'accueil et d'hébergement, de restauration, mais également de découverte du milieu rural et des activités spécifiques. L'accueil et l'hébergement sont des formes d'accueil chez l'habitant, puisque réalisés par les exploitants eux-mêmes sur leur exploitation, en milieu rural. Ils recouvrent différents types comme les fermes-auberges, les gîtes à la ferme, les chambres d’hôtes à la ferme ou encore les campings à la ferme. Par ailleurs, appartiennent à cette forme de tourisme les activités permettant de découvrir les métiers du monde agricole, ses productions ainsi que plus généralement le mode de vie rural. Parmi les activités entrant dans ce cadre, on retrouve l'accueil des enfants dans un cadre scolaire ou de loisirs dans les fermes pédagogiques (exemple les Classes vertes ou nature), mais aussi la découverte des produits du terroir autour du cadre des tables d'hôtes ou de la restauration plus traditionnelle mais également les métiers de bouches (boulangerie, boucherie).